# Никола Петров (генерал-майор, р. 1868)
Вижте пояснителната страница за други личности с името Никола Петров.
Никола(й) Петров Петров е български офицер, генерал-майор.

## Биография
Никола Петров е роден на 6 май 1868 година в град Котел. Част е от котленския род Списаревски, част от който е авиатора Димитър Списаревски. На 14 август 1884 г. постъпва на военна служба. Завършва Военното на Негово Княжеско Височество училище на 27 април 1887 година и на същия ден е произведен в чин подпоручик и зачислен в пехотата. Служи в 1-ви пехотен софийски полк. От 1889 г. е на служба във втори пехотен искърски полк. На 1 януари 1894 г. е произведен в чин капитан, а на 18 май 1905 г. в чин майор. От 1895 г. е на служба в 17-и пехотен доростолски полк. През 1900 г. е на длъжност адютант в 1-ва бригада на 1-ва пехотна софийска дивизия, след това от 1909 г. е командир на дружина от 6-и пехотен търновски полк. През 1911 г. е произведен в чин подполковник и назначен за началник на 6-о полково военно окръжие.
По време на Балканската (1912 – 1913) и Междусъюзническата война (1913) е командир на дружина от 37-и пехотен пирински полк. На 1 април 1914 г. е произведен в чин полковник. През януари 1915 година е назначен за командир на 17-и пехотен доростолски полк. През Първата световна война (1915 – 1918) е командир на 3-та бригада от 3-та пехотна балканска дивизия. През 1918 година е бил командир на планинската дивизия и същата година е произведен в чин генерал-майор. През 1919 г. е уволнен от служба. След това остава да живее в София. Умира на 1 септември 1932 г. В последните години от живота си работи като доброволен безплатен домакин на колонията на младежкото Християнско дружество при Земенския манастир.

## Военни звания
- Подпоручик (27 април 1887)
- Поручик (1 януари 1890)
- Капитан (1 януари 1894)
- Майор (18 май 1905)
- Подполковник (1 януари 1911)
- Полковник (1 април 1914)
- Генерал-майор (1 януари 1918)

## Награди
- Военен орден „За храброст“ IV степен 1 и 2 клас
- Народен орден „За военна заслуга“ III степен с военни отличия, V степен на обикновена лента
- Орден „За заслуга“ на обикновена лента